# Вторая Македонская война
Втора́я Македо́нская война́ (200—197 годы до н. э.) — война между Римом и Македонией. Окончилась в 196 году до н. э. заключением Темпейского мира.

## Предпосылки к войне
В 218—201 годах до нашей эры Рим одержал победу во Второй Пунической войне над Карфагеном и активизировал свою политику на Балканах. В то же время, в восточном Средиземноморье Македония и государство Селевкидов начали раздел сфер влияния, ради чего в 203 или 202 году до н. э. между Филиппом и Антиохом III был подписан тайный договор о разделе заморских владений Египта, в тот момент переживавшего упадок. Вместе с тем подписанты не особо доверяли друг другу.
В 202 году до н. э. македонский царь провёл поход в Малую Азию, где кроме египетских владений начал атаковать Пергам и Родос. Правитель Пергамского царства Аттал I активизировал действия по созданию коалиции против Македонии при участии Этолии и Афин, в переговорах также участвовали римские послы.
В самом Риме было много противников ведения войн вне Италии, особенно среди крупных землевладельцев. После Второй Пунической войны народ также не горел желанием нового кровопролития. Тем не менее, сторонники войны,  пустив в ход в том числе и фальшивки о том, что Филипп не только оскорбил Рим и его союзников, но даже имеет определенное намерение вторгнуться в Италию, в итоге сумели повернуть общественное мнение в нужное направление. На новых комициях консул, прежде чем допустить центурии к голосованию, произнес пламенную речь, основной смысл которой сводился к тому, что либо Рим будет воевать в Македонии, либо Македония в Италии; война же неизбежна. Только после больших усилий консула римляне приняли его предложение.. Сначала Сенат предъявил Филиппу ультиматум, ссылаясь на обиды, чинимые Пергаму, и направил на Восток посольство, посетившее ряд греческих городов. Затем посольство посетило Филиппа, осаждавшего Абидос, и формально объявило ему войну.

## Ход войны
Началась 2-я Македонская война в 200 году до н. э. и продолжалась до 197 до н. э. Риму удалось укрепить своё влияние в Греции. Решающим оказался выступление на стороне Рима в 199 г. до н. э. Этолийского, а в 198 г. до н. э. — и бывшего союзника Македонии — Ахейского союза. Материальные средства Македонии были истощены, внутри страны росла оппозиция против царя, война с Римом была непопулярна. Попытки Филиппа V заключить мир с Римом были безуспешны. В июле 197 до н. э. при Киноскефалах македонские войска были разгромлены.

## Итоги войны
По итогам было заключено перемирие на 4 месяца, в дальнейшем был заключён мирный договор на следующих условиях:
- уплаты Филиппом контрибуции. Сын царя Деметрий отправляется в Рим в качестве заложника[2].
- отказа от всех завоеваний,
- вывод воинских контингентов из Греции и выдача боевого флота кроме пяти судов,
- возврат пленных, заложников и перебежчиков.
- македонская армия сокращалась до пяти тысяч солдат, в ней не должно быть боевых слонов,
- Македония не имеет права объявлять войны без согласия Сената.

Пергам получил боевых слонов и остров Эгину, Родос — Стратоникею и другие города Карии, до этого принадлежавшие Филиппу, Афины — острова Лемнос, Имброс, Делос и Скирос.
Текст мирного договора был окончательно утвержден в Риме, а его проведение в жизнь поручили сенатской комиссии из 10 человек вместе с Фламинином.. Умеренность договора была обусловлена озабоченностью Сената действиями другого эллинистического монарха — Антиоха III, против которого македонский царь мог в дальнейшем пригодиться. Вместе с тем в греческих городах уже начинались волнения из-за желания получить самостоятельность, а в Италии прокатилась волна восстаний рабов.
Одним из условий договора было провозглашение «освобождения» Греции, которую Фламинин лично объявил на торжестве истмийских игр в 196 г. После этого сенатская комиссия занялась политическим устройством Греции, меняя государственный строй и границы отдельных государств.